# هنري كوربان
هنري كوربان (بالفرنسية: Henry Corbin)‏ (1903 - 1978) فيلسوف ومستشرق فرنسي صبّ اهتمامه على دراسة الإسلام وبشكل خاصّ على الغنوصية الشيعية فترجم أمهات الكتب في هذا المجال من السهروردي إلى صدر الدين الشيرازي مرورًا بابن عربي وحقّقها وعلّق عليها.

## الاقتراب من الإسلام
أصبح لكوربان بعد سنوات من البحث والدراسة في الدين الإسلامي ميل للإسلام، وبالخصوص الأئمة الأطهار. وبعد دراسة الدين الإسلامي اطَّلع على حكمة الإشراق لـالسهروردي، وأخذ يهتم بعلوم الحكمة والعرفان المنتشرة في إيران. وشيئاً فشيئاً أصبح بعيداً عن الأفكار الغربية، وعن أستاذه في أوروبا لوي ماسينيون. فاعتنق الدين الإسلامي سنة 1945م، ثم سافر إلى إيران لإشباع رغبته من الحكمة والإشراق.

## عمله بفرنسا
أسس في فرنسا قسم تاريخ إيران، وأُمَمها القديمة، وكان يهدف من وراء ذلك نقل التراث العرفاني الإيراني إلى المهتمِّين به في أوروبا والغرب.

## مناظراته
وكان يقضي معظم أوقاته خلال السنوات التي قضاها في إيران بمناظرة علماء الشيعة ومباحثتهم وتبادل وجهات النظر معهم، مثل العلامة الطباطبائي صاحب الميزان في تفسير القرآن، حيث عقدت بينه وبين الطباطبائي عدة جلسات وقد طبعت وقائع هذه الجلسات في كتابين هما «الشيعة» و«رسالة التشيع» وقد صدرا في إيران وترجمهما إلى العربية جواد الكسار.

## اسلامه
بعد أن اعتنق الدين الإسلامي، اختار المذهب الشيعي الإثنا عشري، وكان له إيمان شديد بالإمام المهدي عليه السلام

## كتبه
- الإسلام الإيراني (كتاب)

## انظر ايضاً
- رسالة التشيع في العالم المعاصر (كتاب)